# ジェーン・ジョンソン
ジェーン・ジョンソン（Jane Johnson、1960年 - ）はイギリスの小説家、ファンタジー作家、ノンフィクション作家、編集者。ジュード・フィッシャー、ガブリエル・キングと複数のペンネームも使い分けている。

## 略歴
リスカード・グラマースクールの卒業後、ロンドン大学ゴールドスミス・カレッジに入学する。英文学を学ぶなかJ・R・R・トールキンの作品に魅了され、『指輪物語』の刊行を行っていたジョージ・アレン・アンド・アンウィン社に入社する。入社後半年にして編集者として働き始め、ジョン・ハウやアラン・リーのイラスト・ブックやカレンダーの作製販売を行う。
その後クライヴ・バーカーやジェフ・ライマン、キム・スタンリー・ロビンソン、スティーヴン・キング、ピーター・ストラウヴ、M・ジョン・ハリスン、デイヴィッド・エディングス、レイモンド・E・フィースト、ロビン・ホブ、ディーン・R・クーンツ、G・R・R・マーティン、アーサー・C・クラークなどのSF・ファンタジー関連の叢書出版に携わる。1995年ハーパーコリンズ社にてSF雑誌〈ボイジャー〉の創設に協力し、同誌の編集者となる。
2003年ジュード・フィッシャーのペンネームで処女長編『エルダ混沌の〈市〉』を発表。以後複数の名義を用いつつファンタジー小説や児童文学を発表し続ける。

## 作品リスト

### ジェーン・ジョンソン名義
- Eidolon Chronicles - 児童文学
  - アイドロン 秘密の国の入り口 (The Secret Country, 2005)
  - アイドロン 闇の世界へ (Shadow World, 2006)
  - アイドロン 復活の光 (Dragon's Fire, 2007)
- Crossed Bones (The Tenth Gift) (2008) - 大人向け

### ジュード・フィッシャー名義
- 〈Fool's Gold〉三部作
  - エルダ混沌の〈市〉 (Sorcery Rising, 2003)
  - Wild Magic (2004)
  - Rose of the World (2005)
- 映画『ロード・オブ・ザ・リング』ヴィジュアル解説本
  - ロード・オブ・ザ・リング -旅の仲間 (The Fellowship of the Ring: Visual Companion, 2001)
  - ロード・オブ・ザ・リング -二つの塔 (The Two Towers: Visual Companion, 2002)
  - ロード・オブ・ザ・リング -王の帰還 (The Return of the King: Visual Companion, 2003)
  - The Lord of the Rings: Complete Visual Companion (2004)

### ガブリエル・キング名義
- Tag, the Cat - M・ジョン・ハリスンとの合作
  - The Wild Road (1997)
  - The Golden Cat (1998)
  - The Knot Garden (2000)
  - Nonesuch (2001)